# Danaea danaepinna
Danaea danaepinna är en kärlväxtart som beskrevs av Christenh.. Danaea danaepinna ingår i släktet Danaea, och familjen Marattiaceae. Inga underarter finns listade i Catalogue of Life.